# سابانکول
سابانکول (انگلیسی: Sabankul) یک شهرک در شهرستان کاراایدلسکی استان باشقیرستان کشور روسیه است.